# 戴维·达科

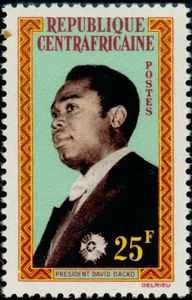
戴维·达科

戴维·达科（法語：David Dacko，1930年3月24日—2003年11月20日）是中非共和国首任总统兼总理（1960年8月14日－1966年1月1日在任）。中非由法国殖民地正式独立前，他的表兄巴泰勒米·波冈达创立了黑非洲社会进化运动，并担任法兰西共同体内的中非共和国自治政府主席（总理），他任内政、经济与贸易部长。波冈达因空难逝世后，他在与阿贝尔·贡巴的争权中获胜，继任自治政府主席。中非独立后，他就任共和国临时政府主席，又当选共和国首任总统，后被表哥博卡萨推翻。起先被捕，后获释，任总统私人顾问。博卡萨称帝后，继任皇帝的私人顾问。博卡萨自称帝后，其倒行逆施引起国内外不满，达科乃在法国的支持下发动政变推翻博卡萨，再任总统（1979年9月21日－1981年9月1日在任），不久因安德烈·科林巴发动军事政变而下台，从此不问政事，他领导的政党也被取缔。